# McLennan County
McLennan County je okres ve státě Texas v USA. K roku 2010 zde žilo 234 906 obyvatel. Správním městem okresu je Waco. Celková rozloha okresu činí 2 745 km².